# Wilhelm von Holland

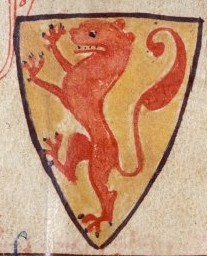
Wappen Wilhelms II. von Holland in einer mittelalterlichen Handschrift.

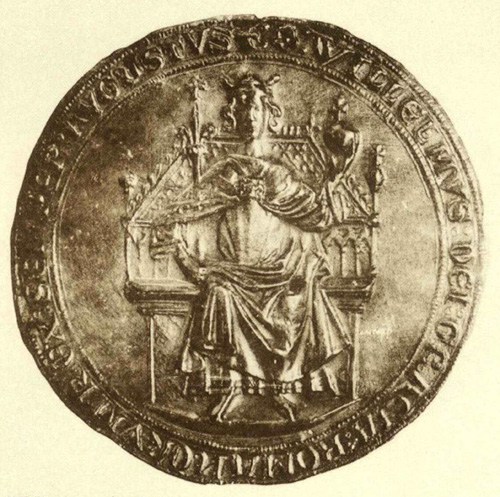
Siegel mit der Abbildung Wilhelms von Holland

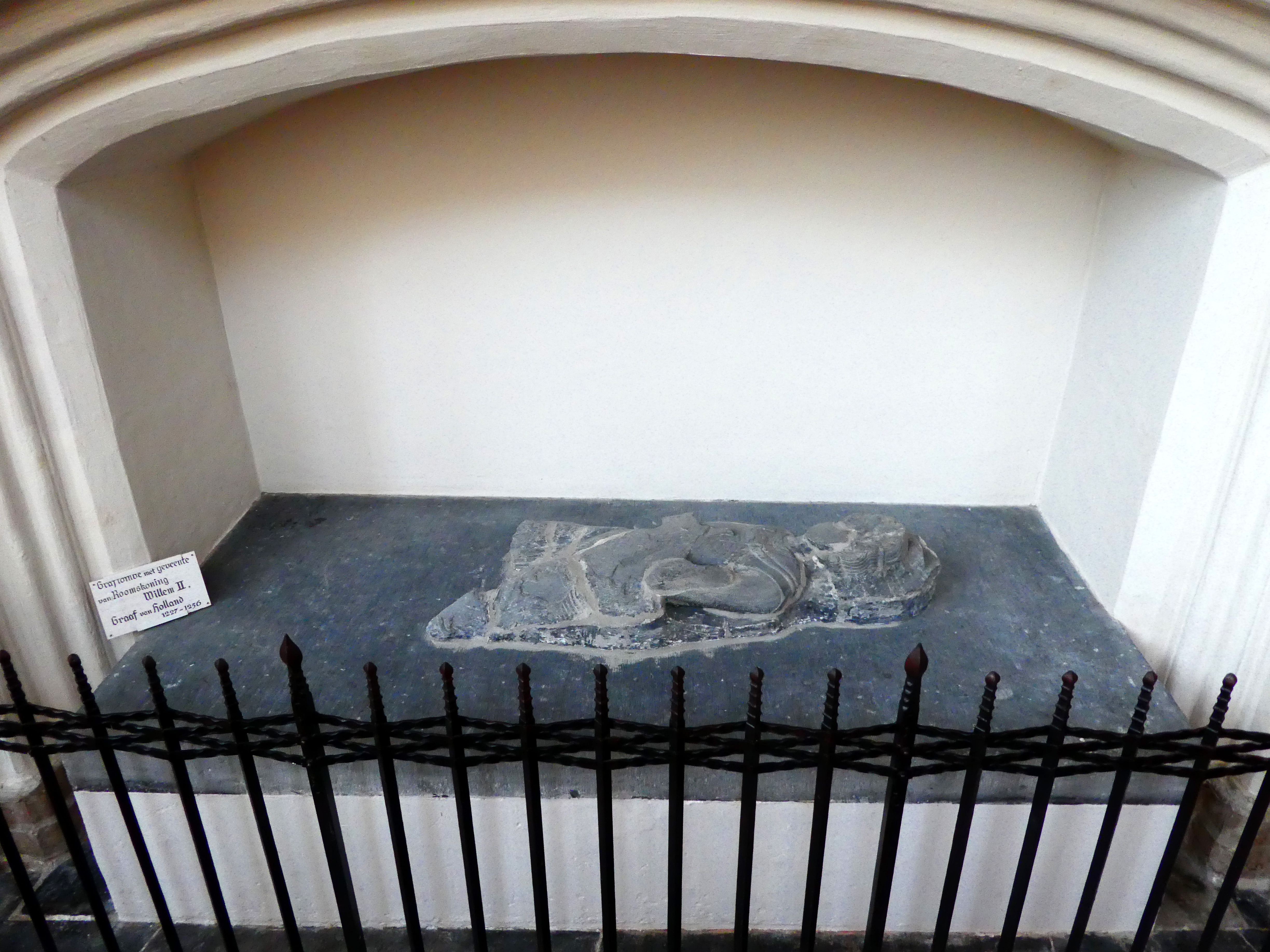
Grab von Wilhelm II. in der Chorkirche der Abtei Middelburg

Wilhelm von Holland, niederländisch Willem, (* Februar 1228 ?; † 28. Januar 1256 bei Hoogwoud, Opmeer, Holland) war von 1234 bis 1256 als Wilhelm II. Graf von Holland, von 1248 bis 1254 römisch-deutscher Gegenkönig und von 1254 bis zu seinem Tode 1256 römisch-deutscher König. Er entstammte der Familie der Gerulfinger.

## Leben
Wilhelms Eltern waren Graf Florens IV. von Holland-Zeeland und Gräfin Mathilde von Brabant, Tochter von Heinrich I. 1234 folgte er seinem Vater in der Grafschaft, wobei er bis 1239 unter der Vormundschaft seiner Onkel Wilhelm († 1238) und Otto († 1249) stand.
Nach dem Tode des Gegenkönigs Heinrich Raspe wurde Wilhelm, da sich kein anderer deutscher Fürst bereitfand, den Kampf gegen die Staufer aufzunehmen, am 3. Oktober 1247 von der päpstlichen Partei in Worringen zum König gewählt. Am 1. November 1248 wurde er in Aachen, das er nach langwieriger Belagerung erobert hatte, vom Kölner Erzbischof Konrad I. von Hochstaden gekrönt. Da sich die Kurfürsten teils für den Staufer Friedrich II. aussprachen, teils keinen der beiden als König wollten, musste Wilhelm, ohne etwas ausrichten zu können, nach Holland zurückkehren. Im gleichen Jahr errichtete er an der Nordseeküste ein Jagd- und Lustschloss. Später sollte es mit Erweiterungen den Kern des Binnenhofs bilden, heute Sitz des niederländischen Parlaments in Den Haag. Erst nachdem Friedrich II. 1250 gestorben und sein Sohn Konrad genötigt worden war, nach Italien zu eilen, um dieses für sich zu retten, gewann Wilhelm durch Gnadenbezeugungen und Belehnungen, besonders aber durch Heiratsverbindung mit dem welfischen Haus Braunschweig-Lüneburg, mächtige Anhänger unter den sächsischen und ostsächsischen Fürsten, darunter seinen Schwiegervater Herzog Otto I. von Braunschweig-Lüneburg, die Markgrafenbrüder Johann I. und Otto III. von Brandenburg sowie Herzog Albrecht I. von Sachsen-Wittenberg. Nach Konrads IV. Tod im Mai 1254 wurde Wilhelm im Reich allgemein als König anerkannt, bei gleichzeitigem Zerwürfnis mit seinem alten Gönner, dem Kölner Erzbischof.
Wilhelm führte gegen Gräfin Margarete von Flandern einen Krieg, aus dem er in der Schlacht bei Westkapelle als Sieger hervorging. 1256 zog er aus, um aufständische Friesen zu unterwerfen, brach am 28. Januar auf diesem Feldzug mit seinem Pferd bei Hoogwoud durch das Eis und wurde von den Friesen gefunden und getötet; die Leiche wurde verscharrt. Erst 1282 fand sein Sohn und Nachfolger als Graf von Holland, Florens V., den Leichnam und brachte ihn nach Middelburg. Dort befindet sich sein Grab an der Südwand der Chorkirche der Abtei.
Wilhelm war seit 1252 mit Elisabeth von Braunschweig (* um 1235; † 1266) verheiratet, der Tochter Herzog Ottos des Kindes.
Die beiden hatten zwei Kinder:
- Florens V., Graf von Holland (1254–1296)
- Mechthild (* 1256)